# Chase Tower (Phoenix)
Der Chase Tower (ehemals Bank One Tower, auch Valley National Bank Building oder Valley Bank Center) ist ein Gebäude in Phoenix und mit 147 Metern (483 ft) das höchste Gebäude im US-Bundesstaat Arizona.
Das als Wolkenkratzer geltende Gebäude wurde von Welton Becket and Associates in Kooperation mit Guirey, Srnka, Arnold & Sprinkle entworfen. Als es 1972 fertiggestellt wurde, diente es ausschließlich der lokal ansässigen National Valley Bank. Im Jahr 1993 erwarb das Unternehmen Bank One das Gebäude, woraufhin es ein Jahr später den Namen Bank One Tower bekam. 2005 wurde das Gebäude in Chase Tower umbenannt, nachdem die Chase Manhattan Bank das Gebäude erwarb. Im März 2007 wurde es vom Unternehmen Crystal River Capital für 166,93 Millionen US-Dollar gekauft.
Die Höhe beträgt bis zum Dach 147,22 Meter (483 Fuß). Der Chase Tower besitzt 40 Stockwerke, welche allerdings nur bis zum 39. Stockwerk zugänglich waren. Auf dem 39. Stock befand sich eine Aussichtsplattform, die ebenfalls geschlossen wurde. Somit zählt das Gebäude nur 38 nutzbare Stockwerke.
Die Zukunft und der schließliche Zusammenbruch des Gebäudes nach einem fiktiven Verschwinden der Menschheit wird in einer Folge von Zukunft ohne Menschen gezeigt.